# Антин (Тординци)
Антин је насељено место у саставу општине Тординци у Вуковарско-сремској жупанији, Република Хрватска.

## Историја
До територијалне реорганизације у Хрватској налазио се у саставу старе општине Винковци.

## Становништво
На попису становништва 2011. године, Антин је имао 731 становника.

## Попис1991.
На попису становништва 1991. године, насељено место Антин је имало 977 становника, следећег националног састава:
| Попис 1991.‍  | Попис 1991.‍  | Попис 1991.‍ | Попис 1991.‍ | Попис 1991.‍ |
| ------------ | ------------ | ----------- | ----------- | ----------- |
|              |              |             |             |             |
| Хрвати       | Хрвати       |             | 950         | 97,23%      |
| Мађари       | Мађари       |             | 9           | 0,92%       |
| Срби         | Срби         |             | 6           | 0,61%       |
| Немци        | Немци        |             | 2           | 0,20%       |
| Словаци      | Словаци      |             | 1           | 0,10%       |
| Црногорци    | Црногорци    |             | 1           | 0,10%       |
| неопредељени | неопредељени |             | 2           | 0,20%       |
| непознато    | непознато    |             | 6           | 0,61%       |
| укупно: 977  |              |             |             |             |